# 芝山家
芝山家（しばやまけ）は、藤原北家勧修寺流の公家、華族。公家としての家格は名家。華族としての爵位は子爵。

## 沿革
右京亮 阿部致康の子宣豊が叔父の権大納言 勧修寺光豊の養子となり、勧修寺家の別称である芝山を家名としたことにはじまる。
この宣豊から代々の当主は歌道を業とした。家紋は三つ集め雀。江戸時代の石高は、蔵米100石だった。院参町西寄に居し、菩提所は京都浄華院にあった。
芝山家では直系の家督相続がなかなか上手く行かず、父子相続は初代宣豊から2代定豊への継承と、4代重豊から5代持豊への継承の2例があるのみで、その他はすべてが養子による相続となっている。珍しいところでは、7代国典は一人娘の益子の婿養子に坊城家から坊城俊明の六男敬豊を迎えて8代当主とするが、益子と敬豊の間に子はできず、跡には勧修寺家から勧修寺経理の六男慶豊が養子に入って9代当主となった。この慶豊の代に明治維新を迎え、明治2年には華族に列したが、明治12年（1879年）に慶豊が隠居するとその跡を継いで10代当主となったのは益子だった。7代国典の実女であり、8代敬豊の正室であり、9代慶豊の義母にあたる益子は、当時名実ともに芝山家の家長的存在だったのである。
しかし明治17年（1884年）に華族令が施行されて華族が五爵制になると女戸主には叙爵が見送られることになったことを受けて、益子は急遽坊城俊政の三男祐豊を養子に迎えて11代当主とし、この祐豊に同年7月8日子爵が叙爵されている。その祐豊が10年後21歳で急死すると、粟田口定孝男爵の次男孝豊の位牌養子が認められ12代当主として芝山子爵を襲爵するが、その後定孝の長男が急死して粟田口家に後継者がいなくなったことから、孝豊の次男信豊が生後間もなく祖父定孝の養子に入り、6年後粟田口男爵を襲爵した。ところがそれから20年を経た昭和7年（1938年）、今度は継嗣を欠いた実父孝豊たっての願いを容れて、信豊は葉室直躬伯爵の次男頼言を養子に迎えこれに粟田口男爵を譲って隠居すると、改めて孝豊のもとに養子に入り翌年13代当主として芝山子爵を襲爵している。
信豊の代に芝山子爵家の邸宅は東京市牛込区北山伏町にあった。

## 支流
→ 詳細は「奈良華族」を参照
芝山家からは明治になってから2家の男爵家が出ている。6代国豊の養子で興福寺成身院住持の豊訓が復飾して興した芝小路家と、7代国典の養子で奈良興福寺賢聖院住持の国映が復飾して興した今園家がそれである。

## 当主代々
1. 芝山宣豊 （1612 – 1690）- 正二位 権大納言[3]
2. 芝山定豊 （1638 – 1707）- 従二位 権中納言
3. 芝山広豊 （1674 – 1723）- 正三位 参議
4. 芝山重豊 （1703 – 1766）- 正二位 権中納言[4]
5. 芝山持豊 （1742 – 1815）- 正二位 権大納言[5]
6. 芝山国豊 （1781 – 1821）- 正三位 宮内大輔[6]
7. 芝山国典 （1818 – 1843）- 従四位上 宮内大輔
8. 芝山敬豊 （1837 – 1862）- 従四位上 民部大輔
9. 芝山慶豊 （1861 – 0 ? 0）- 従五位上
10. 芝山益子 （1843 – 1906）
11. 芝山祐豊 （1837 – 1894）- 子爵
12. 芝山孝豊 （1875 – 1940）- 子爵
13. 芝山信豊 （1912 – 1991）- 子爵[7]

## 補注